# La Poule noire ou le Monde souterrain
Pour les articles homonymes, voir La Poule noire (homonymie).
La Poule noire ou le Monde souterrain est un conte merveilleux russe d'Antoni Pogorelski publié en 1829,,. La première édition du livre est illustrée par Alexandre Benois.
Pogorelski écrit ce conte pour son neveu Alexis Tolstoï, et donne au petit héros de son histoire le même prénom - Aliocha qui est un diminutif russe d'Alexis. Tolstoï plus tard citera La Poule noire parmi les œuvres littéraires lui ayant fait la plus forte impression.

## Résumé
Le petit Aliocha (environ 10 ans) vit dans une pension de Saint-Pétersbourg dans les années 1790. Ses parents habitant loin, il reste à la pension pendant les vacances. Il nourrit souvent les poules élevées dans le jardin adjacent pour la consommation des habitants de la pension. Une fois la cuisinière décide de tuer pour le dîner la poule noire, celle que Aliocha préfère. Aliocha demande de ne pas le faire, offrant à la cuisinière une pièce d'or - son seul trésor, le cadeau de sa grand-mère.
La nuit, Aliocha entend une voix. Avec surprise il constate que c'est la poule qui se tient près de son lit. Elle prend l'apparence d'un homme de très petite taille et invite le garçon à la suivre. Passant par une porte secrète elle le conduit dans le royaume souterrain peuplé de petits personnages. Le roi remercie Aliocha d'avoir sauvé son premier ministre qui n'est autre que la poule noire et lui propose de choisir un cadeau. Le petit garçon choisit une graine de chanvre qui lui confère la capacité de toujours savoir ses leçons sans avoir travaillé. Avant qu'il remonte au dortoir, le roi et la poule noire avertissent Aliocha que le petit peuple serait obligé de quitter ce lieu si quelqu'un apprenait leur existence. Ils lui demandent donc de garder le secret.
Le cadeau du roi permet à Aliocha a se forger la réputation d'élève brillant, ce qui au début, le met mal à l'aise, mais ensuite le conduit à la surestimation de ses capacités et aux illusions de grandeur. Une fois, il perd sa graine de chanvre, et avec elle la capacité de répondre. La poule noire la lui rend et le prévient contre les changements de sa personnalité.
Aliocha profite de la magie et apprend instantanément plusieurs pages, mais son professeur soupçonne une tricherie et lui demande des explications le menaçant d'un châtiment corporel. De peur, Aliocha oublie l'interdiction du roi et raconte le secret du royaume souterrain. Le professeur ne le croit pas, et le garçon est fouetté.
La nuit, la poule noire vient faire ses adieux à Aliocha, car les habitants du royaume doivent partir ailleurs. Le petit garçon lui demande pardon. Après six semaines de fièvre, il retrouve la routine de la pension et devient un bon garçon et élève studieux qu'il a été jadis.

## Éditions en français
- Antoni Pogorelski, trad. Colette Stoïanov, La Poule noire ou le Monde souterrain, Radouga, 1986  (ISBN 978-5050009548), 53 p.
- Antoni Pogorelski, trad. Gennady Spirin, La Petite Poule noire, Albin Michel Jeunesse, 2003  (ISBN 978-2226141255), 32 p.

## Adaptations
- 1975 : La Poule noire (Чёрная курица), film d'animation de Youri Trofimov (studio Ekran)
- 1980 : La Poule noire ou le Monde souterrain (Чёрная курица, или Подземные жители) de Viktor Gres (studio Dovjenko)